# Petit Mécatina
De Petit Mécatina of Little Mecatina is een ongeveer 545 km lange rivier op het schiereiland Labrador in het oosten van Canada. De rivier ontspringt in de provincie Newfoundland en Labrador en mondt uit in de Saint Lawrencebaai in de provincie Québec.

## Toponymie
De rivier staat in het Franstalige Québec officieel bekend als de Rivière du Petit Mécatina en in het Engelstalige Newfoundland en Labrador als de Little Mecatina River.
De term mécatina komt uit de in de regio door de inheemse bevolking gesproken Creetalen. Het komt oorspronkelijk van makatinau hetgeen in het Innu "grote berg" en in het Cree "rode berg" of "grote berg" betekent.

## Verloop
De rivier vindt zijn oorsprong in het binnenland van de regio Labrador op slechts 3 km van de grens met Québec (die aldaar tevens de waterscheiding tussen de Saint Lawrencebaai en de Atlantische Oceaan vormt). De rivier stroomt daarna gedurende honderden kilometers in voornamelijk zuidoostelijke richting doorheen de boreale wouden van de provincie Newfoundland en Labrador. Voor de provincie Québec betreft het echter betwist grondgebied.
Na 384 km bereikt de rivier de door de Canadese federale overheid erkende grens met de provincie Québec. Kort erna mondt de rivier de Joir erin uit. Vanaf de grens stroomt de rivier in zuidelijke à zuidoostelijke richting nog ruim 160 km tot aan zijn uitmonding in zee ter hoogte van het grote Île du Petit Mécatina. Die monding bevindt zich op ruim 8 km ten zuidwesten van de plaats Tête-à-la-Baleine.
Zo'n 23 km voor de monding splitst een westelijke aftakking zich van de Petit Mécatina af. Deze aftakking staat bekend als de Nétagamiou en mondt uit nabij de plaats Chevery.

## Hydrologie
De rivier heeft een stroomgebied van zo'n 19.590 km² waarvan 56,2% zich in Newfoundland en Labrador bevindt. 